# Шаммартен, Анри
Анри Шаммартен (фр. Henri Chammartin; 30 июля 1918, Chavannes-sous-Orsonnens, Фрибур — 30 мая 2011, Берн) — швейцарский спортсмен-конник, олимпийский чемпион 1964 года по выездке в личном зачёте.
В составе сборной Швейцарии по выездке также четырежды становился призёром Олимпийских игр: серебряные медали на Олимпиадах в Хельсинки (1952) и Токио (1964), бронзовые — в Мельбурне (1956) и Мехико (1968).
Победитель 2 первых чемпионатов Европы (1963 и 1965) по выездке в личном зачёте.